# Tor am Langen Domberg

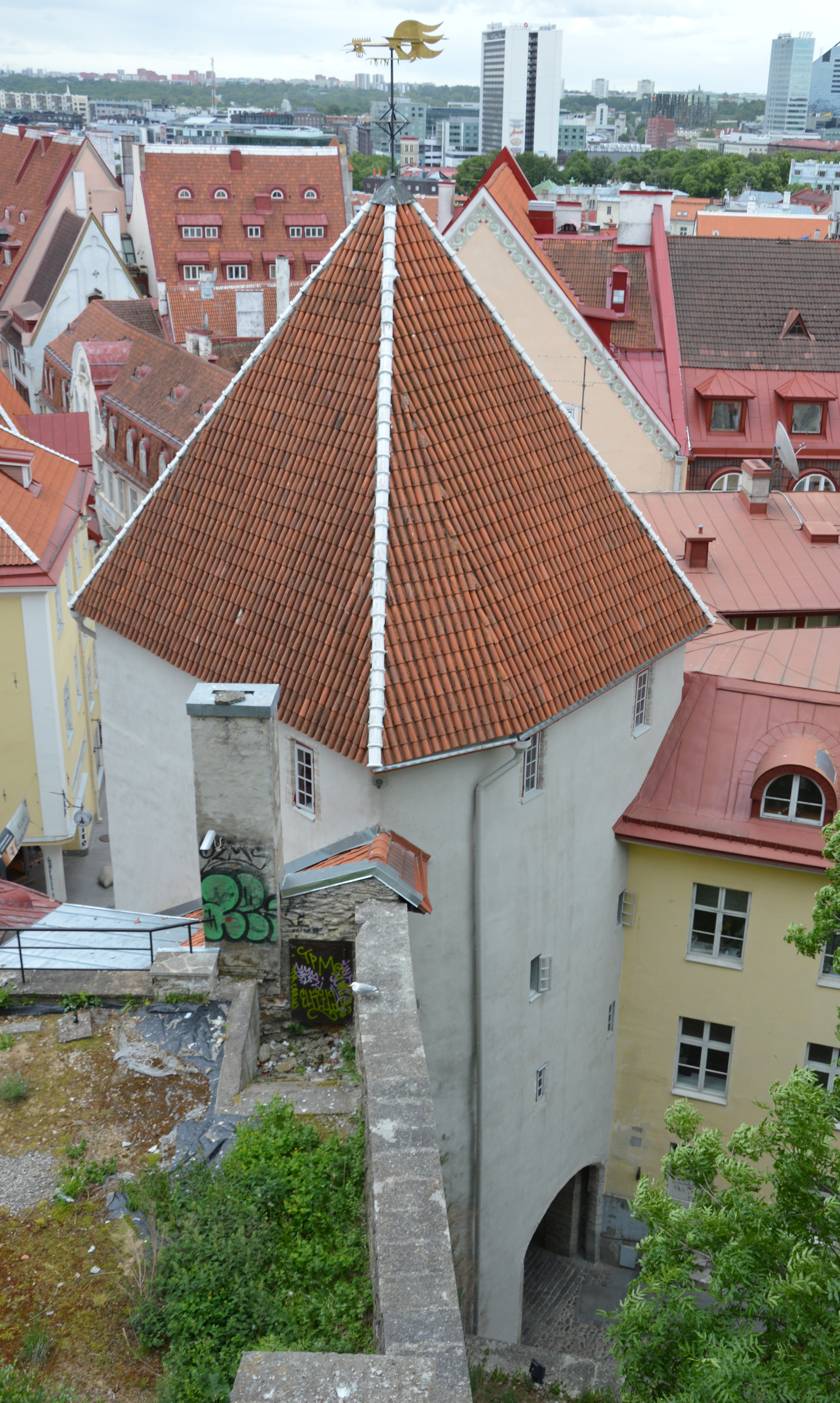
Tor am Langen Domberg, Blick vom Domberg

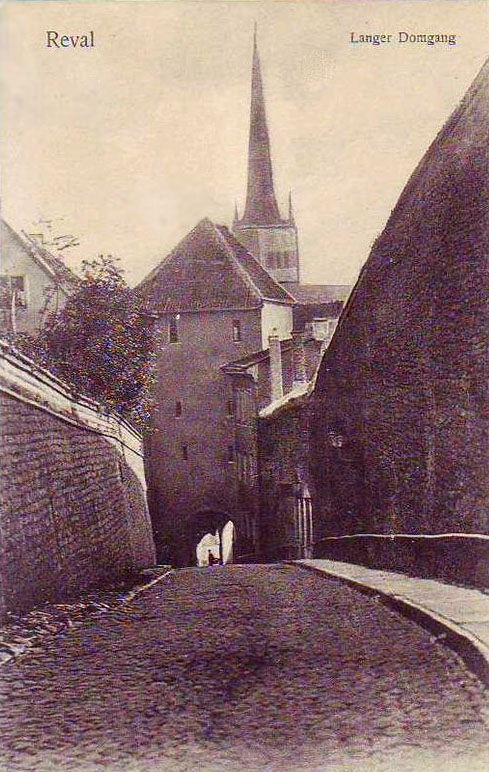
Blick durch den Langen Domberg auf das Tor am Langen Domberg, 1900er Jahre

Das Tor am Langen Domberg (estnisch Pika jala väravatorn) ist ein Torturm der Revaler Stadtbefestigung in der estnischen Hauptstadt Tallinn (Reval).

## Lage
Er befindet sich am unteren, nördlichen Ende der von der Revaler Altstadt auf den Domberg führenden Straße Langer Domberg (estnisch: Pikk jalg), die durch ein Tor im Fuß des Turms geführt wird.

## Architektur und Geschichte
Der auf viereckigem Grundriss errichtete Turm entstand im Jahr 1380. Zwischen 1450 und 1456 erfolgte ein Umbau, durch den der Turm sein heutiges Erscheinungsbild erhielt, das noch der für die Revaler Stadtbefestigung älteren Form entspricht, in der quadratische Tortürme in die Stadtmauer einbezogen waren. Der Turm verfügt seit dem über fünf Stockwerke und eine Gesamthöhe von 20 Metern. Der Grundriss ist unregelmäßig, die einzelnen Stockwerke werden durch eine Wendeltreppe an der nördlichen Seite erschlossen. Noch bis in das 19. Jahrhundert wurde das zum Domberg führende Tor nachts geschlossen. Domberg und Altstadt waren noch bis 1878 getrennte Städte.
Im Jahr 2000 wurde der Turm restauriert. Im Turm sind Ateliers untergebracht.